# Kolpino
Kolpino est une ville de la ville fédérale de Saint-Pétersbourg, en Russie. Sa population s'élevait à 143 103 habitants en 2013.

## Géographie
Kolpino est arrosée par la rivière Ijora (affluent de la Neva). Elle est située à 25 km du centre de Saint-Pétersbourg.

## Histoire
Kolpino fut fondée en 1722 à la suite de la décision de Pierre Ier de bâtir une scierie pour la Marine en équipements métalliques. Cette usine prit le nom de la rivière Ijora : Ijorskie Zavody (en russe : Ижорские заводы). L'usine Ijora se développa en une importante usine de constructions mécaniques, qui employait 23 000 personnes au début des années 1990.
Kolpino a le statut de ville depuis 1912. Située longtemps dans l'oblast de Léningrad, elle fut rattachée en 1991 à la ville fédérale de Saint-Pétersbourg.

## Population
Recensements (*) ou estimations de la population :
| 1852  | 1871  | 1897* | 1910   | 1923   |
| ----- | ----- | ----- | ------ | ------ |
| 5 261 | 6 000 | 8 076 | 16 000 | 13 325 |

| 1926*  | 1941   | 1959*  | 1970*  | 1979*   |
| ------ | ------ | ------ | ------ | ------- |
| 17 173 | 59 000 | 34 781 | 70 178 | 113 732 |

| 1989*   | 2002*   | 2010*   | 2012    | 2013    |
| ------- | ------- | ------- | ------- | ------- |
| 141 457 | 136 632 | 138 013 | 140 437 | 143 103 |

## Personnalités
- Nikolaï Drozdetski (1957–1995), joueur de hockey sur glace soviétique puis russe.
- Mikhaïl Tomski (1880–1936), syndicaliste, révolutionnaire et homme politique russe puis soviétique.